# هرتا تیله
هرتا تیله (آلمانی: Hertha Thiele؛ ۸ مهٔ ۱۹۰۸ – ۵ اوت ۱۹۸۴) یک هنرپیشه اهل جمهوری دمکراتیک آلمان بود. او برای بازی در نقش بحث‌برانگیز در نمایشنامه‌های صحنه و فیلم‌های تولید شده در آلمان، جمهوری وایمار و سال‌های اولیه ظهور آلمان نازی و برای نقش «آنی» در کوله وامپه (۱۹۳۲) نوشتهٔ برتولت برشت شناخته شده‌است.

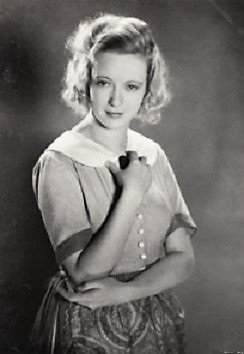